# Distretto di Barmal
Il distretto di Barmal è un distretto dell'Afghanistan appartenente alla provincia della Paktika.